# Culex whitei
Culex whitei är en tvåvingeart som beskrevs av Philip James Barraud 1923. Culex whitei ingår i släktet Culex och familjen stickmyggor. Inga underarter finns listade i Catalogue of Life.